# Sylvia (genre)
Pour les articles homonymes, voir Sylvia.
Genre
Sylvia est un genre de passereaux de la famille des Sylviidae. Il comprend actuellement 7 espèces. Il comprenait anciennement plus d'une vingtaine d'espèces, avant d'être scindé pour former le nouveau genre Curruca en 2014.

## Liste des espèces
D'après la classification de référence (version 11.2, 2022) du Congrès ornithologique international :
- Sylvia atricapilla – Fauvette à tête noire
- Sylvia borin – Fauvette des jardins
- Sylvia dohrni - Horizorin de Dohrn
- Sylvia galinieri - Parophasme de Galinier
- Sylvia nigricapillus - Lioptile à calotte noire
- Sylvia abyssinica - Pseudalcippe d'Abyssinie
- Sylvia atriceps - Pseudalcippe du Ruwenzori